# شاندرا ك. كلارك
شاندرا ك. كلارك هي صحفية كندية، ولدت في 1 يوليو 1972.